# هارتمان فون أوه
هارتمان فون أوه (بالألمانية: Hartmann von Aue) هو أديب وشاعر ألماني في منتصف العصر الوسيط، ولد حوالي 1165م ومات في عام 1215م، وصف هارتمان نفسه بأنه شاعر متعلم من طبقة الفرسان، وكان ينتمي إلى أحد الأُسر الحاكمة (أسرة أوه)، وتطوع للمشاركة في أحد الحملات الصليبية. كان هارتمان شاعراً للغزل كما كان واحداً من أهم مؤلفي الملاحم في الأدب الألماني على غرار النموذج الفرنسي. واتسم شعره بالأبيات البلاغية الواضحة.

## أعماله الأدبية
- إريك «Erec» (رواية من روايات الملك آرثر حوالي 1180 - 1185).
- جريجوريوس، المذنب الطيب «Gregorius der gute s» (ملحمة شعرية تدور في أحد بلاطات النبلاء).
- هاينريش المسكين «Der arme Heinrich» (أسطورة تدور في أحد بلاطات النبلاء على شكل أبيات حوالي 1195)
- إيفان «Iwein» (رواية من روايات الملك آرثر حوالي 1202-1205)